# 不滅の仮面ライダースペシャル
『不滅の仮面ライダースペシャル』（ふめつのかめんライダースペシャル）は、1979年（昭和54年）9月8日16時から17時（JST）に、毎日放送・TBS系列で放映された特撮テレビドラマ作品であり、「仮面ライダーシリーズ」の特別番組である。

## 概要
『仮面ライダー (スカイライダー)』の番組宣伝を兼ねた特別番組。立花藤兵衛が東映大泉撮影所に姿を見せ、過去のライダーシリーズで使用した変身ベルトや台本などのアイテムを手にしながら、子供たちを相手に思い出を語りながら歴代仮面ライダーを紹介し、スカイライダーの紹介をするという内容。メタフィクション要素が強い。
番組は2部構成だが、DVDのパッケージなどでは3部構成と紹介している。第1部は劇場用作品から抜粋した名場面集がメインで、『仮面ライダー対ショッカー』や『仮面ライダー対じごく大使』、『5人ライダー対キングダーク』といった劇場用新作、『仮面ライダーアマゾン』および『仮面ライダーストロンガー』のテレビシリーズ劇場上映版から歴代ヒーローの活躍場面が紹介され、『仮面ライダーV3』の劇場用作品『仮面ライダーV3対デストロン怪人』もこのスペシャルの中でオンエアされた。
第2部は特報として『仮面ライダー (スカイライダー)』のプロモーション映像が放映された。ただし、第1話などでは使用されなかったシーンも多い。
進行役として藤兵衛を演じた小林昭二は、『仮面ライダー (スカイライダー)』に出演する案も浮上していたが実現はせず、本作品が藤兵衛としての最後の作品となった。

## 備考
- 藤兵衛は本編では知らなかったはずのアマゾンの本名（山本大介）を承知している。
- スカイライダーの紹介をする際に藤兵衛が手にしているスカイライダーの変身ベルトは、初期の撮影会で使われたバックルの形状が異なるNGタイプであった[1]。

## 映像ソフト化
- 1997年9月21日にLD「仮面ライダースペシャル(1)」が東映ビデオより発売された[2]。ノーカット版はこれが初ソフト化[2]。
- 2004年11月21日にDVD「仮面ライダースペシャル」が東映ビデオより発売された。